# Balanus
Genre
Balanus est un genre d'arthropodes du sous-embranchement des crustacés.

## Liste des espèces
- Balanus amphitrite Darwin, 1854
- Balanus aquila Pilsbry, 1907
- Balanus balanus (Linnaeus, 1758)
- Balanus calidus Pilsbry, 1916
- Balanus crenatus Bruguière, 1789
- Balanus decorus Darwin, 1854
- Balanus eburneus Gould, 1841
- Balanus engbergi
- Balanus flos
- Balanus flosculus
- Balanus galeatus
- Balanus glandula Darwin, 1854
- Balanus hoekianus
- Balanus improvisus Darwin, 1854 - bernache
- Balanus laevis Bruguiere, 1789
- Balanus merrilli
- Balanus nubilis
- Balanus nubilus Darwin, 1854
- Balanus pacificus
- Balanus pentacrini Hoek, 1913
- Perforatus perforatus - balane commune (anciennement Balanus perforatus) (parasitée par Crinoniscus equitans Perez, qui a fait l'objet d'un film scientifique[1])
- Balanus regalis Pilsbry, 1916
- Balanus reticulatus Utinomi, 1967
- Balanus rostratus Hoek, 1883
- Balanus spongicola Brown, 1827
- Balanus subalbidus Henry, 1974
- Balanus tintinnabulum
- Balanus trigonus Darwin, 1854
- Balanus venustus Darwin, 1854
- Balanus vestitus Darwin, 1854